# Natação nos Jogos Pan-Americanos de 2011 - 100 m costas feminino
As competições dos 100 metros costas feminino da natação nos Jogos Pan-Americanos de 2011 foram realizadas no dia 16 de outubro no Centro Aquático Scotiabank, em Guadalajara.

## Medalhistas
| Ouro   | USA Rachel Bootsma    |
| Prata  | USA Elizabeth Pelton  |
| Bronze | MEX Fernanda González |

## Recordes
Antes desta competição, os recordes mundiais e olímpicos da prova eram os seguintes:
| Tipo                             | Atleta              | Tempo   | Local         | Data                | Ref |
| -------------------------------- | ------------------- | ------- | ------------- | ------------------- | --- |
|                                  | GBR Gemma Spofforth | 58s12   | Roma          | 28 de julho de 2009 | ver |
| Recorde dos Jogos Pan-Americanos | USA Barbara Bedford | 1m01s71 | Mar del Plata | 14 de março de 1995 | ver |

## Resultados

### Eliminatórias
| Pos. | Bateria | Raia | Nadador             | País                     | Tempo   | Obs. |
| ---- | ------- | ---- | ------------------- | ------------------------ | ------- | ---- |
| 1    | 2       | 4    | Elizabeth Pelton    | USA Estados Unidos       | 1:01.57 | , QA |
| 2    | 3       | 4    | Rachel Bootsma      | USA Estados Unidos       | 1:01.75 | QA   |
| 3    | 3       | 5    | Fernanda González   | MEX México               | 1:01.84 | QA   |
| 4    | 1       | 4    | Fabíola Molina      | BRA Brasil               | 1:02.81 | QA   |
| 5    | 3       | 3    | Gisela Morales      | GUA Guatemala            | 1:02.95 | QA   |
| 6    | 2       | 5    | Gabrielle Soucisse  | CAN Canadá               | 1:03.04 | QA   |
| 7    | 3       | 6    | Carolina Colorado   | COL Colômbia             | 1:03.22 | QA   |
| 8    | 2       | 6    | Isabella Arcila     | COL Colômbia             | 1:04.30 | QA   |
| 9    | 1       | 6    | Cecilia Bertoncello | ARG Argentina            | 1:04.53 | QB   |
| 10   | 1       | 5    | Etiene Medeiros     | BRA Brasil               | 1:04.59 | QB   |
| 11   | 3       | 2    | Florencia Perotti   | ARG Argentina            | 1:04.94 | QB   |
| 12   | 3       | 7    | Samantha Corea      | CAN Canadá               | 1:05.01 | QB   |
| 13   | 1       | 2    | Jeserik Pinto       | VEN Venezuela            | 1:05.27 | QB   |
| 14   | 2       | 3    | Alana Dillette      | BAH Bahamas              | 1:05.34 | QB   |
| 15   | 2       | 7    | Estela Davis        | MEX México               | 1:05.50 | QB   |
| 16   | 1       | 3    | Kiera Aitken        | BER Bermudas             | 1:05.63 | QB   |
| 17   | 2       | 2    | Alana Berrocal      | PUR Porto Rico           | 1:06.09 |      |
| 18   | 2       | 1    | Karen Vilorio       | HON Honduras             | 1:07.06 |      |
| 19   | 1       | 7    | Kendese Nangle      | JAM Jamaica              | 1:07.47 |      |
| 20   | 3       | 1    | Inés Remersaro      | URU Uruguai              | 1:07.61 |      |
| 21   | 1       | 1    | Laura Rodríguez     | DOM República Dominicana | 1:09.51 |      |

### Final B
| Pos. | Raia | Nadador             | País          | Tempo   | Obs. |
| ---- | ---- | ------------------- | ------------- | ------- | ---- |
| 1    | 4    | Cecilia Bertoncello | ARG Argentina | 1:03.26 |      |
| 2    | 6    | Samantha Corea      | CAN Canadá    | 1:04.03 |      |
| 3    | 3    | Florencia Perotti   | ARG Argentina | 1:04.78 |      |
| 4    | 7    | Alana Dillette      | BAH Bahamas   | 1:04.85 |      |
| 4    | 5    | Etiene Medeiros     | BRA Brasil    | 1:04.85 |      |
| 6    | 1    | Estela Davis        | MEX México    | 1:05.28 |      |
| 7    | 2    | Jeserik Pinto       | VEN Venezuela | 1:05.38 |      |
| 8    | 8    | Kiera Aitken        | BER Bermudas  | 1:06.12 |      |

### Final A
| Pos.              | Raia | Nadador            | País               | Tempo   | Obs.                             |
| ----------------- | ---- | ------------------ | ------------------ | ------- | -------------------------------- |
| Medalha de ouro   | 5    | Rachel Bootsma     | USA Estados Unidos | 1:00.37 | Recorde dos Jogos Pan-Americanos |
| Medalha de prata  | 4    | Elizabeth Pelton   | USA Estados Unidos | 1:01.12 |                                  |
| Medalha de bronze | 3    | Fernanda González  | MEX México         | 1:02.00 |                                  |
| 4                 | 6    | Fabíola Molina     | BRA Brasil         | 1:02.04 |                                  |
| 5                 | 1    | Carolina Colorado  | COL Colômbia       | 1:02.83 |                                  |
| 6                 | 7    | Gabrielle Soucisse | CAN Canadá         | 1:02.88 |                                  |
| 7                 | 2    | Gisela Morales     | GUA Guatemala      | 1:03.37 |                                  |
| 8                 | 8    | Isabella Arcila    | COL Colômbia       | 1:03.80 |                                  |

Legenda
| Recorde mundial                  | Recorde mundial (World record)               |                       | Recorde africano                      | Recorde africano (African) |                                           | Q | Classificado por posição (Qualified) |
| Recorde dos Jogos Pan-Americanos | Recorde pan-americano (Pan-American record)  | Recorde da América    | Recorde da América (Americas)         | q                          | Classificado por melhor tempo (Qualified) |   |                                      |
| Melhor marca do ano              | Melhor marca do ano (World leading)          | Recorde asiático      | Recorde asiático (Asian)              | DNS                        | Não largou (Did not start)                |   |                                      |
| Recorde nacional                 | Recorde nacional (National record)           | Recorde europeu       | Recorde europeu (European)            | DNF                        | Não terminou (Did not finish)             |   |                                      |
| Recorde pessoal                  | Recorde pessoal do atleta (Personal best)    | Recorde da Oceania    | Recorde da Oceania (Oceania)          | DSQ / DQ                   | Desclassificado (Disqualified)            |   |                                      |
| Recorde da temporada             | Recorde da temporada do atleta (Season best) | Recorde sul-americano | Recorde sul-americano (South America) | NM                         | Sem marca (No mark)                       |   |                                      |